# Fiuggi (eau minérale)

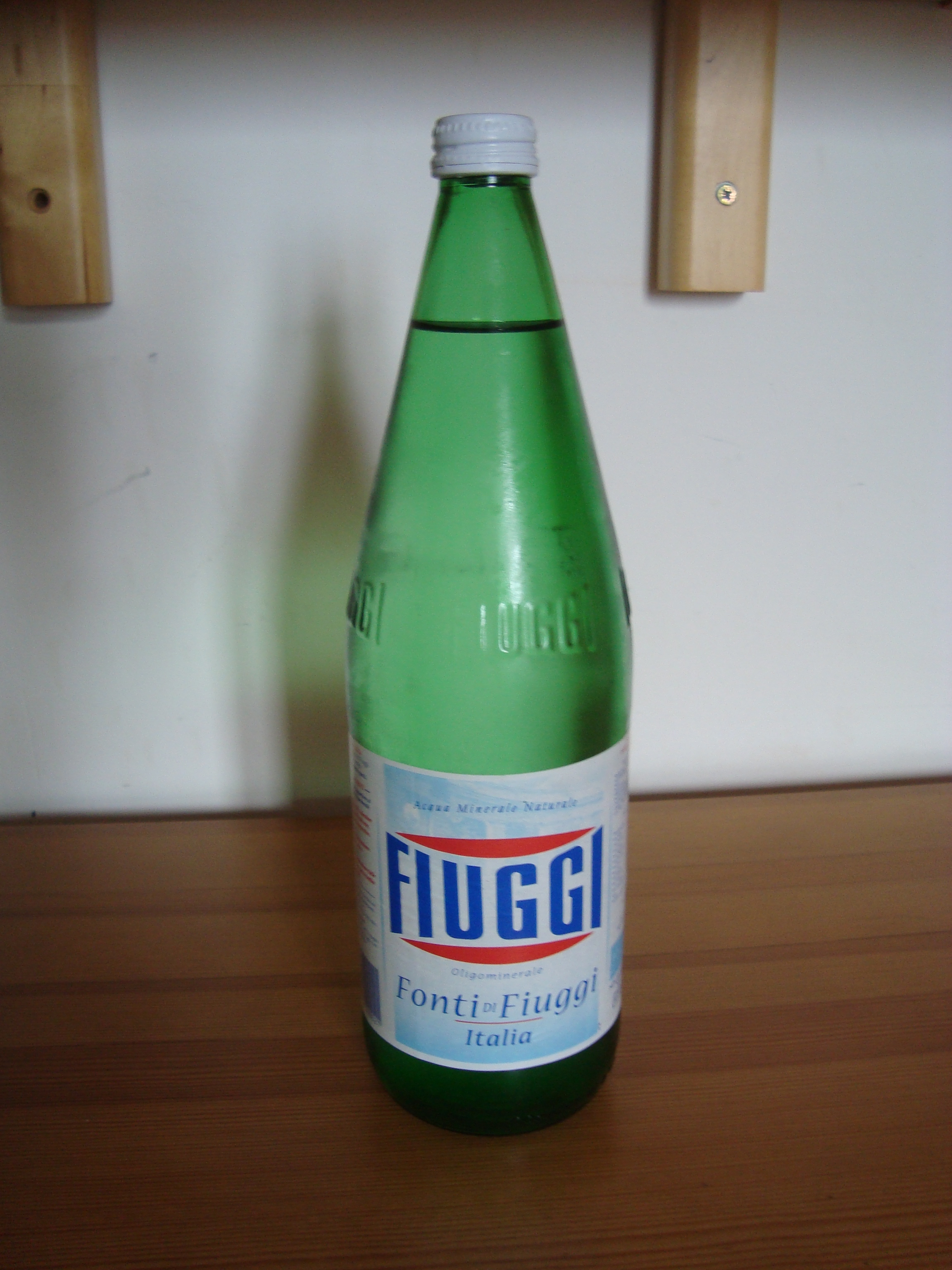
Une bouteille de Fiuggi

Fiuggi est une marque italienne d'eau minérale produite dans la ville de Fiuggi dans la province de Frosinone.

## Historique
La source de Fiuggi dans les monts Herniques était connue des Romains.

## Propriétés et composition analytique
Au 5 juin 2007 :
- Température de l'eau à la source : 12,4 °C ;
- Conductibilité électrique spécifique à 20 °C : 158,2 μS/cm ;
- Résidu sec à 180 °C : 123 mg/l.
- pH de l'eau à la source : 7,63
- Concentration osmotique : 3,06 mmol/l

Substances dissoutes dans un litre d'eau (exprimées en mg/l), au 5 juin 2007 :
- Ion calcium 17,26
- Ion hydrogénocarbonate 97,6
- Ion sulfate 2,8
- Ion chlorure 7,1
- Ion magnésium 6,45
- Ion sodium 7,16
- Silice 30,0
- Ion strontium 0,09
- Ion magnésium 6,45
- Ion potassium 6,93
- Ion nitrate 2,2
- Ion baryum 0,25